# Mešita Husejnija
Mešita Husejnija je mešita v Gradačaci a historická památka Bosny a Hercegoviny. Nechal ji postavit Husein-kapetan Gradaščević, bojovník za autonomii Bosny a Hercegoviny v rámci Osmanské říše v roce 1826. Je to jeho nejznámější stavba a též i největší.
Stejně jako mnohé bosenské mešity i tato má kupoli posazenou na osmistěnných základech. Minaret je jeden, o výšce 25 m. Celá stavba se nachází zhruba 40 až 50 metrů od Gradačacké pevnosti. V 60. letech 20. století prošla celá stavba rekonstrukcí.